# SN 2009ct
SN 2009ct – supernowa typu II odkryta 26 marca 2009 roku w galaktyce A131523+4625. W momencie odkrycia miała maksymalną jasność 17,90m.